# 景點分享
使用GPS把各地點的地理座標記錄，在放在網站上與大家分享及使用。景點分享其目的是藉著網路使用者的力量迅速建立起地理資訊的資料庫，讓網友任意下載使用。通常分享的資訊包括GPS座標、照片、地址、電話…等相關資訊。使用網友分享的地理座標，便可以使用電子地圖、導航軟體或導航系統，依照軟體的指示順利到達該景點。以減少駕駛花在找路的時間及精神。
主要的分享景點的精神就是網友分享、網友免費使用，讓大家更便利地到達目的地。